# Benedetto Cairoli
«Бенедетто Кайролі» (італ. Benedetto Cairoli) — ескадрений міноносець типу «Джузеппе Ла Маса» ВМС Італії часів Першої світової війни.

## Історія створення
Ескадрений міноносець «Бенедетто Кайролі» був закладений 1 вересня 1916 року на верфі «Cantiere navale di Sestri Ponente» у Сестрі-Потенте (Генуя. Спущений на воду 28 грудня 1917 року, вступив у стрій
3 лютого 1918 року.
Свою назву отримав на честь італійського політика та державного діяча Бенедетто Кайролі.

## Історія служби
Після вступу у стрій есмінець був включений до складу 4-ї ескадри есмінців, що базувалась у Бріндізі.
У ніч з 9 на 10 квітня 1918 року ескадра у складі 6 чи 7 італійських та французьких міноносців супроводжувала 3 лінійні кораблі під час переходу з Бріндізі в Таранто. В умовах поганої погоди есмінець «Джачінто Каріні» протаранив «Бенедетто Кайролі» по центру корпусу, внаслідок чого той за годину затонув. Один член екіпажу загинув, решту підібрав австралійський есмінець «Торренс».